# Rădești, Argeș
A nu se confunda cu Rătești, comună din același județ!
Rădești este un sat în comuna Stâlpeni din județul Argeș, Muntenia, România.
Populația este de 1.129 locuitori, determinată în 1 decembrie 2021, prin recensământ, chestionar, Recesământul Populației și Locuințelor 2021.
Satul se învecinează cu satele Mihăești, Pițigaia și Oprești.
Rădești este situat la jumătatea drumului dintre Pitești și Câmpulung, mai exact la 27 kilometri de fiecare.
Unul dintre cele mai importante evenimente petrecute în Rădești, a fost realizarea filmului românesc În sat la noi, filmat în 1951.
În satul Rădești se află școala generală I.C. Petrescu, care unde se predau și cursuri de sculptură în lemn în ciclul primar. Rădești a fost un sat renumit în branșa lemnului, deoarece a existat o fabrică de cherestea și budane. Lemnul era adus din exploatarea forestieră a satului, dar și din localitățile vecine cu mocănița până în fabrică, unde era prelucrat pentru parchet, mobilă, dar și pentru budane.
Există două biserici ortodoxe. Cea veche are peste 100 de ani, și a fost realizată din lemn, în vechiul sat, ce este poziționat pe deal, unde există și cimitirul vechi. Biserica nouă este o replică a celei de la Mănăstirea Argeș.
În curtea noii biserici, au fost declarate monumente ale naturii un stejar și un copac ginkgo biloba, vechi de peste 100 de ani. Între școala generală și biserica nouă, a fost ridicat un monument în memoria victimelor Primului Război Mondial.

Satul este străbătut de Râul Târgului.